# Gavin de Becker
Gavin de Becker (* 26. Oktober 1954) ist ein US-amerikanischer Autor und Sicherheitsspezialist.

## Leben und Wirken
Gavin ist der Sohn des Tänzers Hal de Becker, der sich von der Frau und Mutter scheiden ließ, als er drei Jahre alt war. Bis zu ihrem Selbstmord war das Zusammenleben mit der heroinabhängigen Mutter von Gewalt und Missbrauch geprägt. Nach ihrem Tod zog er 1970 zu einem Schulfreund Miguel Ferrer, dessen Vater José Ferrer und Mutter Rosemary Clooney waren.
De Becker arbeitet hauptsächlich für Regierungen, große Unternehmen und Persönlichkeiten des öffentlichen Lebens. Er ist der Gründer und Vorsitzende von Gavin de Becker and Associates (1978). Mit den United States Marshals Service hat er das MOSAIC threat assessment systems entwickelt, eine Software, die möglicherweise gefährliche Schüler im Vorfeld identifizieren soll, bevor diese gewalttätig werden können. Ein großes Problem der Hollywoodstars waren Stalker, gegen die sie Schutz suchten. Er ist leitendes Mitglied der School of Public Affairs an der University of California in Los Angeles. Er versucht Psychopathen an bestimmten Merkmalen vor einer Gewalttat zu erkennen, wobei er sich auf den Kriminalpsychologen Robert D. Hare stützt.
De Becker hat seine Anschauungen über Gewaltprävention in mehreren Auftritten in The Oprah Winfrey Show, 60 Minutes, Larry King Live, 20/20, The Jordan Harbinger Show und Sam Harris’ Podcast Waking Up vorgestellt. Er wurde auch in Time und Newsweek, The Wall Street Journal, The New York Times und anderen Medien vorgestellt. De Beckers erstes Buch The Gift of Fear (Vertraue deiner Angst) war in den USA ein Bestseller auf Platz 1 auf der Bestsellerliste der New York Times.
Zu seinen Klienten als Sicherheitschef gehörten u. a. die Beckhams, Jeff Bezos, Madonna, Cher, John Travolta, Michael J. Fox, Robert Redford, Geena Davis, Brooke Shields, Barbra Streisand, Meghan, Duchess of Sussex und Harry, Duke of Sussex.

## Veröffentlichungen
- The Gift of Fear. Survival Signals that Protect Us From Violence. Little, Brown and Company, Boston 1997, ISBN 978-0-316-23502-0.
  - Vertraue deiner Angst: Wie unsere Intuition uns vor Gewalt schützt, mvg Verlag 2016, ISBN 978-3-86882-718-7.
- Protecting the Gift. Keeping Children and Teenagers Safe (and Parents Sane). Dial Press, New York 1999, ISBN 978-0-385-33309-2.
- Fear Less. Real Truth about Risk, Safety, and Security in a Time of Terrorism. Boston: Little, Brown and Company, Boston 2002, ISBN 978-0-316-08596-0.
- Just 2 Seconds. Using Time and Space to Defeat Assassins. Gavin de Becker Center for the Study and Reduction of Violence, 2008, ISBN 978-0-615-21447-4.